# Rheinbrücke Speyer (A 61)

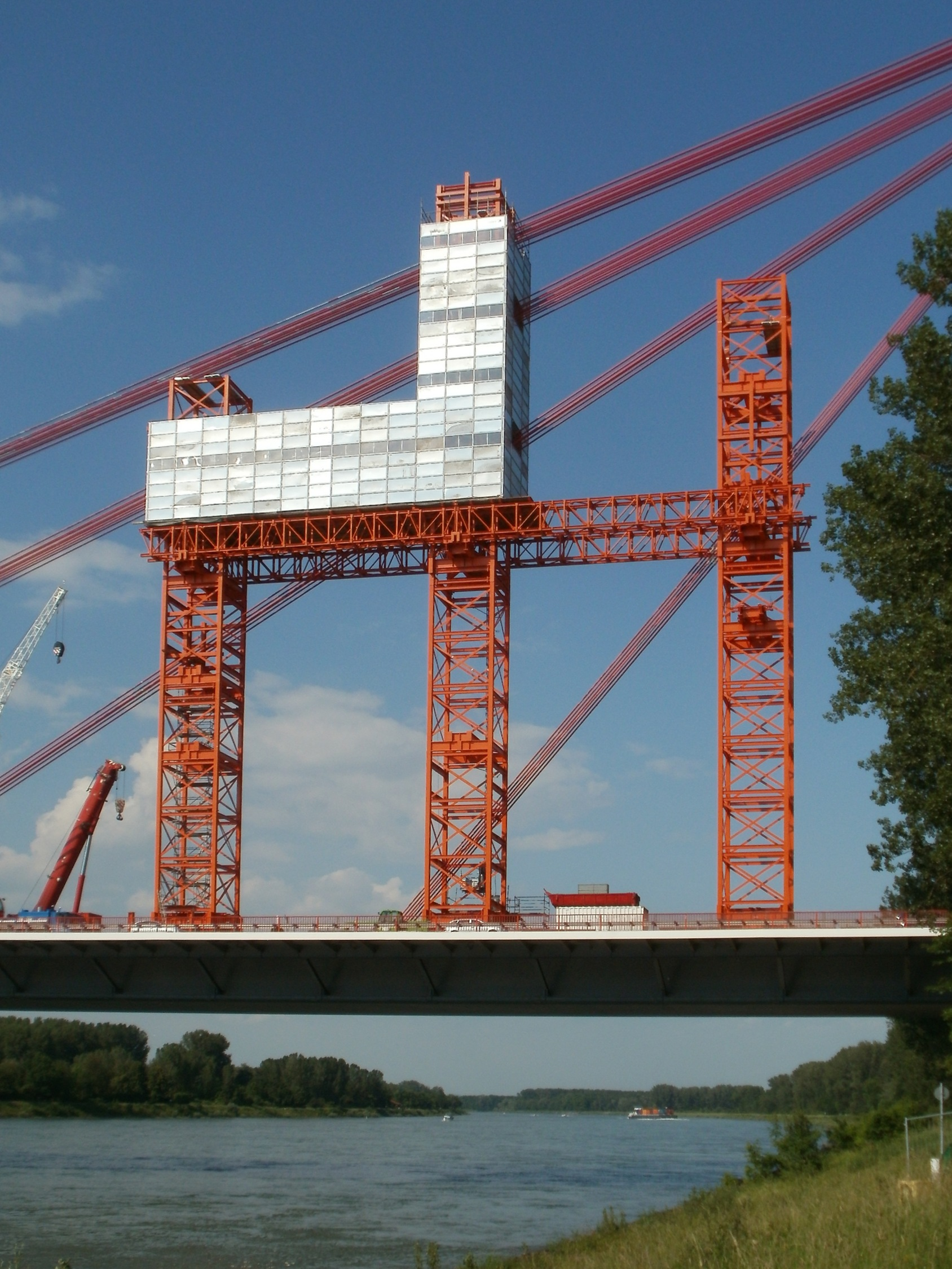
Gerüst für Instandsetzungsarbeiten 2012

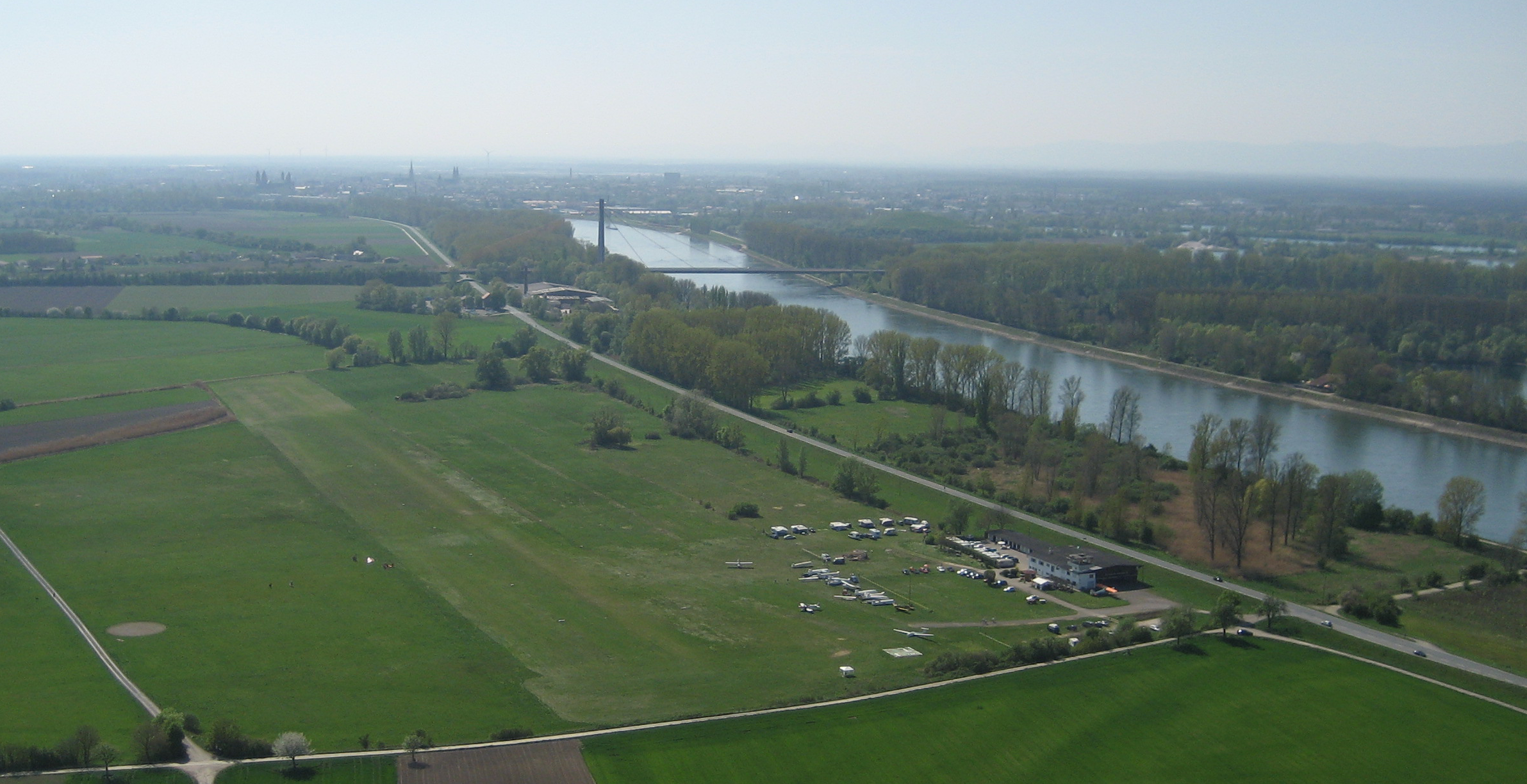
Luftbild der Autobahnbrücke von Norden aus gesehen, im Hintergrund die Stadt Speyer

Die Rheinbrücke Speyer überspannt drei Kilometer nordöstlich des Zentrums von Speyer den Rhein. Sie liegt südlich des Gebietes Angelhofer Altrhein. Die Straßenüberführung mit einer einhüftigen Schrägseilbrücke im Strombereich ist Teil der Bundesautobahn 61 und liegt zwischen den Anschlussstellen Speyer und Hockenheim.
Der Brückenzug ist insgesamt 758 m lang und hat zwei Fahrstreifen sowie eine Standspur für jede Richtungsfahrbahn. Errichtet wurde das Bauwerk zwischen den Jahren 1971 und 1974. Es wurde am 10. Dezember 1974 von Bundesverkehrsminister Kurt Gscheidle eröffnet. Die Hauptbrücke kostete 57 Millionen DM.
Ab 2008 wurde der Brückenüberbau instand gesetzt. Am 16. Dezember 2012 waren die Arbeiten abgeschlossen.

## Entwurf
Das Bauwerk überspannt den Rhein sowie das zwischen den Hochwasserdämmen liegende Vorland. Im Strombereich war kein Pfeiler zugelassen, außerdem war eine lichte Höhe von 9,1 m beim höchsten schiffbaren Wasserstand einzuhalten. Unter diesen Randbedingungen wurde als Brückenkonstruktion im Strombereich eine asymmetrische einhüftige Schrägseilbrücke gewählt. Die Pylonanordnung erfolgte rechtsrheinisch, um die linksrheinische Silhouette mit dem Speyerer Dom möglichst wenig zu beeinflussen. Am linken Rheinufer ist außerdem eine Vorlandbrücke angeordnet, die auf einem Trennpfeiler mit der Strombrücke gemeinsam gelagert ist.

## Konstruktion

### Überbauten
Die Vorlandbrücke ist eine 302 m lange Spannbetonkonstruktion mit einem Plattenbalkenquerschnitt und acht Feldern. Die Stützweiten betragen einheitlich 37,76 m.
Die Schrägseilbrücke besitzt einen stählernen Überbau, in Querrichtung mit einem 14,5 m breiten zweizelligen Hohlkastenquerschnitt und einer 33 m breiten orthotropen Fahrbahnplatte. Die Konstruktionshöhe beträgt 4,2 m. Querträger im Abstand von 2,55 m und Diagonalstreben im Abstand von 7,64 m tragen die 9,25 m auskragende Fahrbahnkonstruktion.
In Längsrichtung hat die Hauptbrücke Stützweiten von 59 m – 8 × 61 m – 275 m. Dabei wird das Stromfeld in Brückenmittelachse durch vier Seilstränge, ausgehend vom Pylon, in Abständen von je 54 m getragen.
Der 87 m hohe Stahlpylon der Schrägseilbrücke hat eine A-Form und ist vollkommen getrennt vom Versteifungsträger. In der Brückenmittelachse sind im Pylonen beidseitig je vier Seilgruppen verankert. Im Stromfeld sind diese fächerförmig angeordnet, die Rückverankerung im östlichen Widerlager erfolgt in einem Zug. Die Stiele des Pylons haben quadratische Außenabmessungen, unten mit 2,5 m und vergrößern sich nach oben.

### Unterbauten und Gründung
Zwischen den Pylonstielen ist der Überbau auf einer von diesen getrennten, 17,5 m breiten Pfeilerscheibe aus Stahlbeton gelagert. Weiterhin erfolgt eine Stützung durch zwei Vorlandpfeilerscheiben, den rechtsrheinischen Trennpfeiler und das rechtsrheinische Widerlager, wo der Überbau starr eingespannt ist. Generell sind Flachgründungen in anstehenden Kiesschichten vorhanden.